# ونزوئلا در المپیک تابستانی ۲۰۲۴
کاروان المپیکی ونزوئلا، یکی از کاروان‌های شرکت‌کننده در بازی‌های المپیک تابستانی ۲۰۲۴ بود. این دوره از بازی‌ها از ۲۶ ژوئیه تا ۱۱ اوت ۲۰۲۴ (۵ تا ۲۱ امرداد ۱۴۰۳ خورشیدی) به میزبانی پاریس، پایتخت فرانسه برگزار شد. در این دوره کاروان ونزوئلا از کسب حتی یک مدال بازماند، رخدادی که آخرین‌بار در المپیک ۲۰۰۰ رویداد. رایبر رودریگز، نزدیکترین ورزشکار به مدال ونزوئلا، در وزن ۶۰ کیلوگرم مردان در مسابقه رده‌بندی، مدال برنزش را به ری سه-یونگ از کره شمالی واگذار کرد و از کسب مدال بازماند.
نکته قابل تأمل دیگر درباره‌ی این کاروان این است که در تمامی ادوار المپیک پس از جنگ جهانی دوم (المپیک ۱۹۴۸) را حاضر بوده؛ حتی المپیک ۱۹۸۴ که توسط شوروی تحریم شده بود.

## شرکت‌کنندگان
ورزشکاران این کاروان در رشته‌های زیر به رقابت پرداختند.
| ورزش        | مردان | زنان | مجموع |
| ----------- | ----- | ---- | ----- |
| دو و میدانی | ۲     | ۴    | ۶     |
| بوکس        | ۱     | ۱    | ۲     |
| دوچرخه‌سواری | ۱     | ۰    | ۱     |
| سوارکاری    | ۱     | ۱    | ۲     |
| شمشیربازی   | ۴     | ۱    | ۵     |
| جودو        | ۰     | ۱    | ۱     |
| تیراندازی   | ۲     | ۰    | ۲     |
| شنا         | ۲     | ۱    | ۳     |
| تکواندو     | ۱     | ۰    | ۱     |
| وزنه‌برداری  | ۲     | ۳    | ۵     |
| کشتی        | ۲     | ۲    | ۴     |
| مجموع       | ۱۸    | ۱۴   | ۳۲    |